# Zittel-Kliffs
Die Zittel-Kliffs sind eine Reihe von bis zu 1400 m hoher Felsenkliffs im ostantarktischen Coatsland. In den Read Mountains der Shackleton Range ragen sie im nordwestlichen Teil der Du-Toit-Nunatakker auf.
Teilnehmer der Commonwealth Trans-Antarctic Expedition (1955–1958) unter der Leitung des britischen Polarforschers Vivian Fuchs kartierten sie 1957. Luftaufnahmen entstanden 1967 durch die United States Navy. Der British Antarctic Survey nahm von 1968 bis 1971 weitere Vermessungen vor. Das UK Antarctic Place-Names Committee benannte die Kliffs am 5. Januar 1972 nach dem deutschen Paläontologen Karl Alfred von Zittel (1839–1904).